# Teri Shields
Theresia Anna Lilian Maria Shields (nombre de soltera, Schmon; Newark, 1 de agosto de 1933 - 31 de octubre de 2012) fue una actriz, productora y modelo estadounidense, conocida principalmente como madre y mánager de la actriz Brooke Shields.

## Biografía
Shields nació y creció en Newark (Nueva Jersey). Era hija de Theresa (nombre de soltera, Dollinger), asistenta de hogar, y John Schmon, un químico. En 1964, se casó con Francis Alexander Shields. Meses después, firmaron el divorcio aunque tuvieron una hija Brooke (nacida en 1965), que se convirtió de bien joven a ser modelo y actriz. Actuó junto a su hija en películas como Wanda Nevada, Endless Love y Backstreet Dreams.
En 2009, Brooke anunció que su madre sufría demencia. El 31 de octubre de 2012, Shields moría a los 79 años después de esta larga enfermedad.
Fue tía segunda de la actriz Meryl Streep.

## Filmografía
- 1979 – Wanda Nevada, actriz
- 1981 – Endless Love, actriz
- 1983 – Sahara, productor
- 1990 – Backstreet Dreams, actriz